# Ravenna Calcio 2002-2003
Questa pagina raccoglie le informazioni riguardanti il Ravenna Calcio nelle competizioni ufficiali della stagione 2002-2003.

## Stagione
Dopo il fallimento dell'Unione Sportiva Ravenna nel 2001 e la rinascita del Ravenna Calcio, la squadra è ripartita nella stagione precedente dal campionato di Eccellenza, vincendolo alla grande con 82 punti, davanti alla seconda classificata che ne ha ottenuti 68. In questa stagione 2002-2003 il Ravenna ha disputato il girone D del campionato di Serie D, e lo ha di nuovo vinto, con 68 punti, uno solo di vantaggio sul Real Montecchio, ottenendo così il ritorno in Serie C2, due anni dopo la retrocessione dalla Serie B ed il fallimento.

## Rosa
| N. |                   | Ruolo | Calciatore                |
| -- | ----------------- | ----- | ------------------------- |
|    | Italia (bandiera) | D     | Matia Baldini             |
|    | Italia (bandiera) | A     | Pier Francesco Battistini |
|    | Italia (bandiera) | D     | William Biondini          |
|    | Italia (bandiera) | A     | Alessandro Biserna        |
|    | Italia (bandiera) | A     | Matteo Bondi              |
|    | Italia (bandiera) | D     | Stefano Conficconi        |
|    | Italia (bandiera) | C     | Federico Di Fuzio         |
|    | Italia (bandiera) | C     | Mirko Garroni             |
|    | Italia (bandiera) | C     | Matteo Guardigli          |
|    | Italia (bandiera) | C     | William Jidayi            |
|    | Italia (bandiera) | D     | Paolo Lodi Rizzini        |

| N. |                   | Ruolo | Calciatore          |
| -- | ----------------- | ----- | ------------------- |
|    | Italia (bandiera) | A     | Gian Mario Mela     |
|    | Italia (bandiera) | A     | Gianluca Migliaccio |
|    | Italia (bandiera) | C     | Gionata Mingozzi    |
|    | Italia (bandiera) | D     | Alex Nodari         |
|    | Italia (bandiera) | D     | Giuseppe Pregnolato |
|    | Italia (bandiera) | D     | Gianluca Ricci      |
|    | Italia (bandiera) | C     | Matteo Rossi        |
|    | Italia (bandiera) | C     | Marco Semprini      |
|    | Italia (bandiera) | P     | Antonio Spanu       |
|    | Italia (bandiera) | D     | Ivan Tosi           |
|    | Italia (bandiera) | C     | Gianluca Urbinati   |